# كيري كونلي
كيري كونلي هو شخصية أعمال وسياسي أمريكي، ولد في 1 سبتمبر 1866، وتوفي في 5 مايو 1924. نشط حزبياً في الحزب الجمهوري. وقد انتخب عضو مجلس نواب مينيسوتا ‏.